# Elaeocarpus multiflorus
Elaeocarpus multiflorus är en tvåhjärtbladig växtart som först beskrevs av Porphir Kiril Nicolai Stepanowitsch Turczaninow, och fick sitt nu gällande namn av F. Vill.. Elaeocarpus multiflorus ingår i släktet Elaeocarpus och familjen Elaeocarpaceae. Inga underarter finns listade i Catalogue of Life.